# 傑澤克冰川
傑澤克冰川（英語：Jezek Glacier），是南極洲的冰川，位於維多利亞地的斯科特海岸，最終在皇家學會嶺注入伊曼紐爾冰川，現時由南極條約體系管理。